# St. Johannes Baptist (Hirschwald)

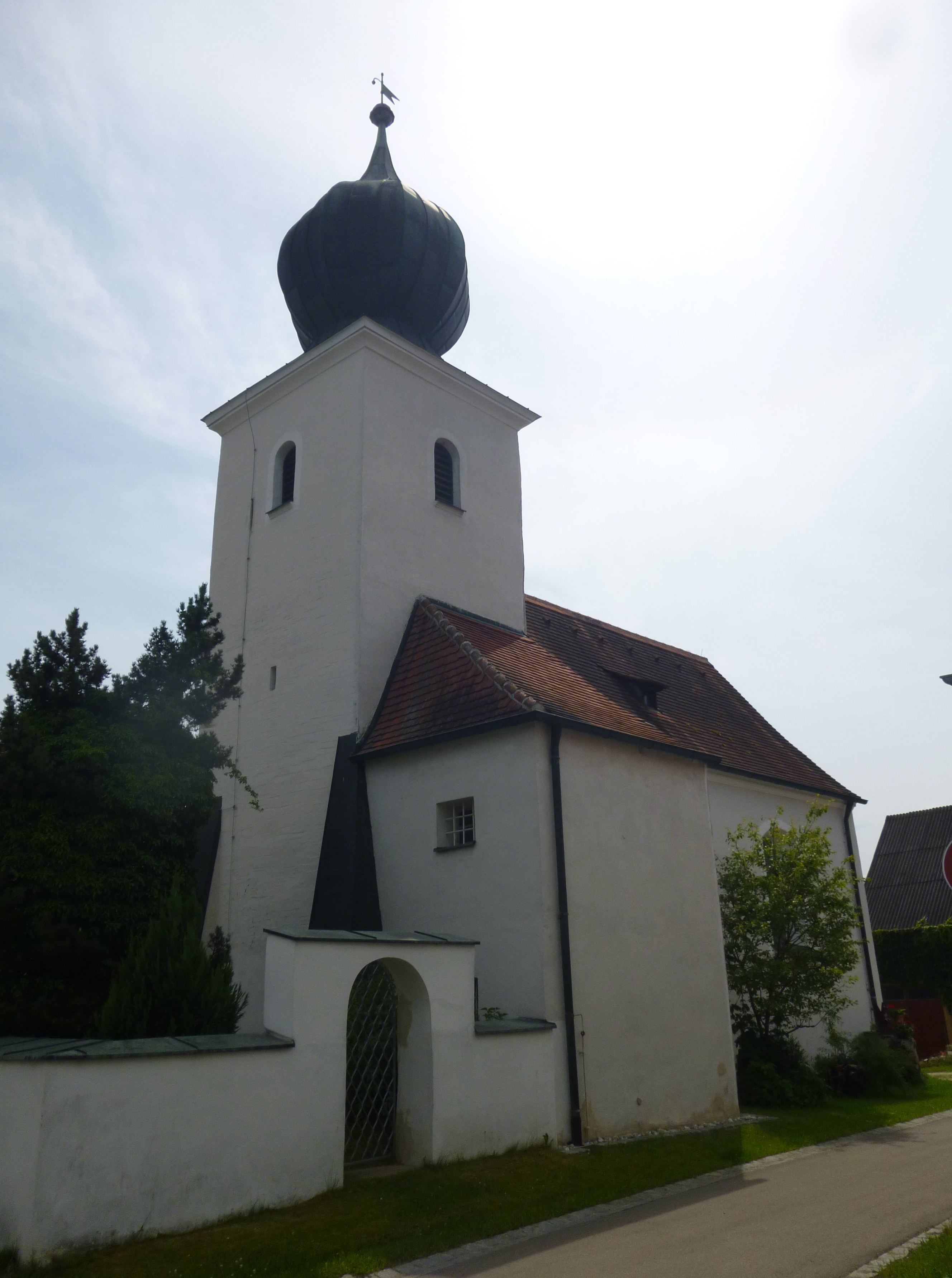
Schlosskapelle St. Johannes Baptist in Hirschwald

Die Schlosskapelle St. Johannes Baptist liegt in dem Ortsteil Hirschwald der Oberpfälzer Gemeinde Ensdorf; die Kapelle gehört zur Pfarrei Ensdorf. Das Patrozinium des namensgebenden Johannes der Täufer wird am Johannistag, dem 24. Juni, gefeiert.

## Geschichte
1456 wird hier eine zum Jagdschloss Hirschwald gehörende Kirche erwähnt, die aber wegen ihrer romanischen Reste älter sein dürfte. Diese St. Johannes Baptist Kapelle wird heutige Jagdkapelle genannt. Seit Ende des 15. Jahrhunderts wurde an jedem 4. Sonntag im Monat ein Gottesdienst für den „Waidhaufen“ (= Jagdgesellschaft) von einem Pater aus dem Kloster Ensdorf abgehalten. Bei der ersten großen Jagd im Hirschwald 1538 erwies sich das Jagdhaus bald zu klein, sodass an eine Erweiterung gedacht wurde. Als Lösung wurde im Dachboden der Kirche neuer Wohnraum geschaffen, der ehemals durch einen gedeckten Gang mit dem Jagdhaus verbunden war.
Auch nach dem Verkauf des Schlosses 1738 an den Forstmeister Carl Huber blieb die Kirche im Besitz der Forstverwaltung. Bei dem Umbau des Schlossgebäudes wurde der Gang zum Kirchenboden abgerissen und die in die Kirche führende Tür zugemauert. Eine zugemauerte Türlücke ist oben in der westlichen Giebelmauer der Kirche vom Dachboden aus jetzt noch zu sehen; nach außen hin aber ist sie durch den Verputz verdeckt. 1736–1738 wurde eine grundlegende Renovierung vorgenommen und 1740 wurde die Kirche neu eingeweiht. Der Forstmeister Carl Huber stiftete 1786 einen Kreuzweg für die „kurfürstliche Jagdkapelle“; er wurde auch hier begraben († 1755).
Die Kirche besitzt einen eingezogenen quadratische Chor mit einem gegrateten Kreuzgewölbe. Das Langhauses hat ein Tonnengewölbe mit Stichkappen, das auf Jochen aufliegt. Die Kirche wird von einem Zwiebelturm gekrönt.
Im Laufe der Zeit wurde die Kirche mehrmals renoviert, die letzte Renovierung fand 1968–1972 statt. Damals wurde im Altarraum unter den Bodenplatten ein bislang unbekanntes Ziegelgewölbe gefunden, in dem ein unversehrter Kiefernholzsarg mit den Überresten eines 145 cm großen Mädchens gefunden wurde. Über dessen Herkunft bestehen keine gesicherten Erkenntnisse. Vermutlich gehörte es der kurfürstlichen Familie an, sonst hätte man es nicht in der Kirche bestattet. Die Gruft, die sich unmittelbar vor dem Altar auf der linken Seite befindet, ist 1,90 m lang und etwa 60 cm breit. Der Sarg ist mit hellblauer Farbe gestrichen. Es befinden sich drei weiße Kreuze auf ihm.

## Innenausstattung
Der Hauptaltar mit zwei Säulen ist mit Laub- und Bandwerkornamenten verziert, das Hautbild stellte den Patron der Kirche dar. Seitlich befinden sich die Heiligenfiguren von St. Hubertus und St. Eustachius. Zudem findet sich in der Kirche eine Anna-selbdritt-Darstellung.
Am Gesims ist ein kurpfälzisches Wappen von 1730 angebracht. Die Orgel ist mit Akanthusschnitzereien verziert.
Im Kircheninneren sind mehrere Epitaphien: Eines ist dem Johann Adam Thanhauser († 13. Mai 1687), kurfürstlicher Forstmeister, und seiner Frau Anna Christina, geb. Dachröden,  († 1686) gewidmet. Ebenso wird hier dem Raymund Thanhauser († 1669), des obigen Vater und 40 Jahre Forstmeister von Hirschwald gedacht. Ein zweiter Grabstein ist für Walb Aloysia Gräfin von Butler aufgestellt († 17///, 3 Jahre alt).